# Back 2 SQ. 1 - The Frantic Four Reunion 2013
Back 2 SQ. 1 - The Frantic Four Reunion 2013 o simplemente The Frantic Four Reunion 2013 es el quinto álbum en vivo de la banda británica de rock Status Quo, publicado en 2013 por Abbey Road Records para el Reino Unido y por sello Edel para el resto de Europa. Su grabación se llevó a cabo en marzo de 2013 durante la pequeña gira de reunión de la clásica formación denominada the frantic four —los cuatro frenéticos, en español— conformada por Francis Rossi, Rick Parfitt, Alan Lancaster y John Coghlan.
Se puso a la venta en tres formatos diferentes; doble disco compacto grabado el 15 y 16 de marzo en el Hammersmith Apollo de Londres; doble long play cuya grabación se realizó 9 y 10 de marzo en el O2 Academy de Glasgow y en DVD y blu-ray grabado en el Wembley Arena de Londres el 17 de marzo.

## Lista de canciones
Todos los formatos incluyeron el mismo listado de canciones. A continuación el setlist ordenado según la versión disco compacto

| Disco uno |                                         |                           |          |  |
| N.º       | Título                                  | Escritor(es)              | Duración |  |
| 1.        | «Intro/Junior's Wailing»                | Pugh, White               | 4:21     |  |
| 2.        | «Backwater»                             | Rossi, Parfitt, Lancaster | 4:20     |  |
| 3.        | «Just Take Me»                          | Parfitt, Lancaster        | 4:55     |  |
| 4.        | «Is There a Better Way»                 | Rossi, Lancaster          | 3:46     |  |
| 5.        | «In My Chair»                           | Rossi, Young              | 3:12     |  |
| 6.        | «Blue Eyed Lady»                        | Parfitt, Lancaster        | 3:47     |  |
| 7.        | «Little Lady»                           | Parfitt                   | 3:13     |  |
| 8.        | «Most of the Time»                      | Rossi, Young              | 3:18     |  |
| 9.        | «(April) Spring, Summer and Wednesdays» | Rossi, Young              | 4:13     |  |
| 10.       | «Railroad»                              | Rossi, Young              | 5:51     |  |
| 11.       | «Oh Baby»                               | Rossi, Parfitt            | 4:49     |  |

| Disco dos |                            |                                       |          |  |
| N.º       | Título                     | Escritor(es)                          | Duración |  |
| 1.        | «Forty-Five Hundred Times» | Rossi, Parfitt                        | 5:12     |  |
| 2.        | «Rain»                     | Parfitt                               | 5:04     |  |
| 3.        | «Big Fat Mama»             | Rossi, Parfitt                        | 5:27     |  |
| 4.        | «Down Down»                | Rossi, Young                          | 5:57     |  |
| 5.        | «Roadhouse Blues»          | Manzarek, Densmore, Morrison, Krieger | 6:48     |  |
| 6.        | «Don't Waste My Time»      | Rossi, Young                          | 4:26     |  |
| 7.        | «Bye Bye Johnny»           | Berry                                 | 6:41     |  |

## Músicos
- Francis Rossi: voz y guitarra líder
- Rick Parfitt: voz y guitarra rítmica
- Alan Lancaster: voz y bajo
- John Coghlan: batería

Músico invitado
- Bob Young: armónica en «Railroad» y «Roadhouse Blues»